# 牙買加灣野生動物保護區
牙买加湾野生动物保护区（Jamaica Bay Wildlife Refuge）是位於美國纽约布鲁克林区和皇后區的一个野生动物自然保护区，該保護區由美国国家公园管理局負責管理。保護區由牙买加湾水域以及牙買加灣的潮間帶鹽鹼灘组成。該保護區也是浣熊等动植物的栖息地。钻纹龟以及美洲鱟會來到該保護區交配和产卵。